# BSG Chemie Leipzig (1950)
BSG Chemie Leipzig var en idrottsförening från distriktet Leutzsch i Leipzig. Klubben grundades 1950. Redan under sin första säsong vann de mästerskapet i Östtysklands högsta division, DDR-Oberliga. Under säsongen 1963/64 vann klubben återigen mästerskapet. Efter Berlinmurens fall ombildades klubben som  FC Sachsen Leipzig. På grund av det ökande missnöjet bland en del av FC Sachsen Leipzigs fans grundades en ny klubb av fansen under det gamla namnet BSG Chemie Leipzig (1997). FC Sachsen Leipzig kom att spela parallellt med den av fansen grundade BSG Chemie Leipzig (1997) tills FC Sachsen Leipzig 2011 gick i konkurs. BSG Chemie Leipzig (1997) ser sig numera som rättmätiga efterträdare till klubben från den gamla DDR-tiden.

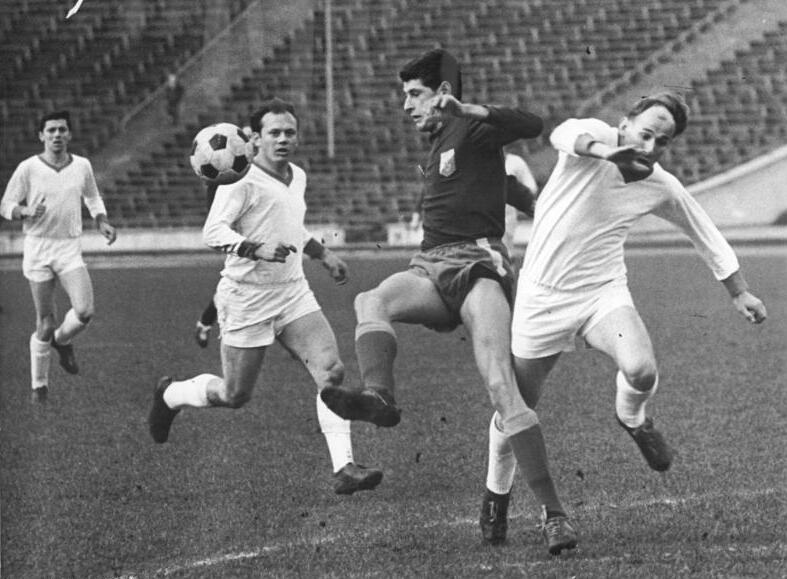
Semifinal FDGB Cup 1965/66 - Chemie Leipzig vinner 2-0 mot Motor Zwickau